# 곡진
곡진은 중국식 바둑 용어로, 상대방 돌과 같은 낮은 위치(저위)에서 중앙으로 한칸 뛴 다음 좌우로 한칸 뛰어 상대방 돌에 모자를 씌우는 수다. 일반적인 모자 씌우기보다 강력한 수법이다.